# خواب زمستانی (رمان کوتاه)
خواب زمستانی داستان روانشناختی بلند دارای جمعاً حدود ۲۴۰۰۰ کلمه از گلی ترقی است. نگارش این کتاب در سال ۱۳۵۱ شمسی بوده است. مکان و زمان وقوع: تهران، نیمهٔ اول سدهٔ حاضر.

## منبع
- شریفی، محمد (۱۳۸۷).  محمد‌رضا جعفری، ویراستار. فرهنگ ادبیات فارسی‌. تهران: فرهنگ نشر نو و انتشارات معین. شابک ۹۷۸-۹۶۴-۷۴۴۳-۴۱-۸.